# 62-га окрема механізована бригада (Україна)
62-га окрема механізована бригада (62 ОМБр, в/ч А0600) — механізоване з'єднання Збройних силах України, що існувало у 2000—2004 і 2015—2017 роках. Бригада входила до складу 4 армійського корпусу резерву сухопутних військ, дислокувалася в місті Бердичів Житомирської області.

## Історія

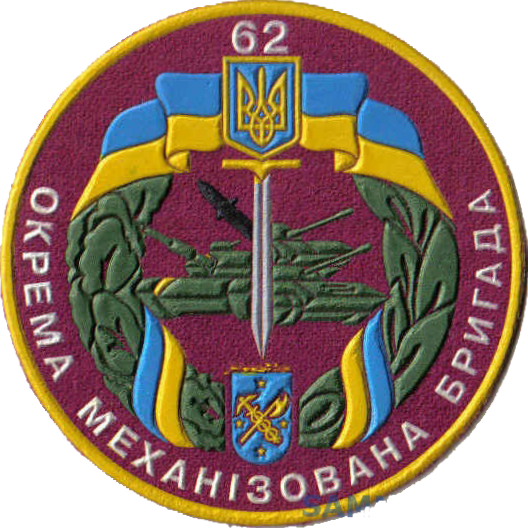
Нарукавний знак бригади, 2004

1 грудня 2000 року на базі 119-го гвардійського навчального центру була сформована 62-га окрема механізована бригада Збройних сил України.
Бригада існувала до 2004 року, після чого потрапила під реформи тогочасного керівного складу ЗС України і була розформована. В зв'язку з цим більшість військовослужбовців бригади були вимушені шукати інше місце для проходження військової служби, певна кількість звільнилась з лав Збройних сил України. Бригадна артилерійська група 62-ї окремої механізованої бригади стала основою для формування 1-го гаубичного самохідно-артилерійського та протитанкового артилерійського дивізіону 26-ї окремої артилерійської бригади.

### Російсько-українська війна
З початком російської збройної агресії на Донбасі в 2014 році вищим військовим керівництвом Збройних сил України було прийняте рішення про відновлення 62 окремої механізованої бригади. До кінця 2015 року бригада була повністю укомплектована та пройшла бойове злагодження на одному з полігонів України. Керівні посади бригади зайняли офіцери, які пройшли найзапекліші битви з російськими окупантами та військовослужбовці, що брали участь в боях за Іловайськ, Дебальцеве та Донецький аеропорт.[джерело?]
11 лютого 2016 року бригада брала участь у бригадних тактичних навчаннях із бойовою стрільбою на 225-му загальновійськовому полігоні «Широкий лан» у складі до п'яти тисяч військовослужбовців та до півтори тисячі одиниць озброєння та військової техніки. За ходом навчань спостерігали начальник Генерального штабу Віктор Муженко та шістнадцять представників Київської асоціації військових аташе на чолі з Президентом КАВА полковником Генерального штабу Австрійської Республіки Еріхом Сімбургером.
Станом на першу половину липня 2017 року бригада перебувала на завершальному етапі проведення підсумкових навчань на 233-му загальновійськовому полігоні (с. Нова Любомирка, Рівненська область) перед першим виїздом в зону проведення антитерористичної операції для виконання бойових задач в складі батальйонно-тактичної групи. Варто зазначити, що присутні на навчаннях представники НАТО неодноразово відмічали професіоналізм та досвідченість українських військовослужбовців відродженої 62 окремої механізованої бригади.
Підрозділи бригади будуть передислоковані в зону бойових дій на території Донбасу. Попередньо, підрозділи 62 ОМБр планують направити в сектор «М» для вирішення бойових завдань із відновлення територіальної цілісності України.[джерело?]

## Структура
- управління бригади (штаб бригади)
- 1-й механізований батальйон (на БТР)
- 2-й механізований батальйон (на БМП)
- 3-й механізований батальйон (на БРДМ-2)
- танковий батальйон (на Т-64)
- бригадна артилерійська група
  - батарея управління та артилерійської розвідки
  - самохідний артилерійський дивізіон 2С1 «Гвоздика»
  - самохідний артилерійський дивізіон 2С3 «Акація»
  - реактивний артилерійський дивізіон БМ-21 «Град»
  - протитанковий артилерійський дивізіон МТ-12 «Рапіра»
- зенітний ракетно-артилерійський дивізіон
- рота снайперів
- розвідувальна рота
- вузол зв'язку
- рота радіоелектронної боротьби
- радіолокаційна рота
- група інженерного забезпечення
- рота РХБ захисту
- батальйон матеріально-технічного забезпечення
- ремонтно-відновлювальний батальйон
- медична рота
- комендантський взвод

## Техніка і озброєння
- бронетехніка (БТР, БМП, БРДМ-2, Т-64) — 122 одиниці;
- автомобілів — 206 одиниць;
- причепів — 103.

## Командування

### Командувачі
- підполковник Мороз Олександр Сергійович (з грудня 2015)[7][неавторитетне джерело]

### Заступники
- Ромигайло Петро Дмитрович[8]
- підполковник Мусієнко Сергій Вікторович — заступник командира бригади по роботі із особовим складом[джерело?]